# Каннингем, Андреа
Американская бизнесвумен Андреа "Энди" Каннингем - стратегический маркетолог и эксперт по внешним связям, которая помогла начать производство Apple Macintosh в 1984 как часть проекта Реджиса Маккенны. Она также основала компанию Cunningham Communication, Inc., ставшую широко известной как одна из лучших фирм по работе над связями с общественностью для высокотехнологичных компаний Силиконовой Долины в 1980-х и 1990-х. В скором времени она стала так известна, что на ее визитной карточке значилось просто "Энди". В настоящее время - президент компании Cunningham Collective, фирмы по работе над инновациями, сосредоточенной на маркетинговой стратегии и продвижении брендов.

## Карьера

### Ранняя карьера
После окончания Северо-Западного университета в 1979, Каннингем начала свою карьеру в качестве обозревателя для Irving-Cloud Publishing Co., занимающейся логистикой, но довольно скоро поняла, что ей не подходит данная должность. Затем она работала в компании Burson-Marsteller в Чикаго, где участвовала  в создании проектов Asteroids для Atari, а также Equal и Nutrasweet для G. D. Searle

### Реджис Маккенна и Apple Macintosh
В 1983 Каннингем переехала в Силиконовую Долину, где присоединилась к Реджису Маккенне и была немедленно назначена руководителем проекта, после чего начала работу над запуском Apple Macintosh вместе со Стивом Джобсом. Совместно с Джейн Андерсон они работали над планом запуска Macintosh. После запуска компьютера она продолжала работать с клиентами Apple, помогая им начать пользоваться новой настольной операционной системой совместно с Aldus и Adobe. Она описала эти события в интервью автору биографии Стива Джобса Уолтеру Айзексону и сценаристу фильма "Стив Джобс" Аарону Соркину, где ее роль играет Сара Снук.

### Cunningham Communication
После прекращения сотрудничества с Реджисом Маккенной в 1985, Каннингем основала фирму Cunningham Communication, Inc., где она сохранила сотрудничество с Джобсом как основателем NeXT и Pixar. Работа ее фирмы включала запуск микропроцессоров RISC для потребительских персональных компьютеров с IBM и Моторолой, сверхзвуковых самолетов с Eclipse Aviation, цифрового отображения с Codac и обслуживанием программного обеспечения с Hewlett Packard. Фирма была куплена в 2000 и переименована в Citigate Cunningham.

### CXO Communication
В 2003 Каннингем создаёт CXO Communication, в задачи которого входит консультирование брендов, в частности, Cunningham Citigate, и становится генеральным директором фирмы. Вместо того, чтобы сосредоточиться на традиционных связях с общественностью и корпоративных коммуникациях, CXO сосредотачивается на стратегии  и позиционировании фирм. В число клиентов входили AMD, Beautiful!, Cisco, Eclipse Aviation, FutureMark, Liveops, MarketTools, PivotPoint Capital, PRTM, RSA, UCSF, VantagePoint Venture Partners и XOJet. Она покинула фирму в 2010, чтобы стать директором по маркетингу ReardenCommerce, где она изменила стиль компании на Deem brand.

### Byte Communications
После выхода из ReardenCommerce осенью 2011 Каннингем консультировала высшее исполнительное руководство Byte по вопросам работы в Северной Америке. Вскоре после этого ее попросили стать президентом Byte Communication в Северной Америке. 1 января 2013 она была выдвинута на пост генерального директора по международным  действиям Byte. Она ушла в отставку в июне 2013, чтобы сосредоточиться на SeriesC.

### Cunningham Collective (ранее SeriesC)
Одновременно с консультацией Byte, Каннингем начала собирать группу, которая в конечном счете стала SeriesC. SeriesC официально начал работу весной 2012 с Каннингем, имевшей лидерское положение и в SeriesC, и в Byte. Фирма изменила свое название на Cunningham Collective в августе 2015.
С апреля 2014 по август 2015 Каннингем была временным директором по маркетингу Avaya. Она возглавляла эту фирму одновременно с работой в Cunningham Collective. Она возглавила команду, которая была инициатором изменения направления сотрудничества на Силиконовую долину.

## Некоммерческие действия
Каннингем — член многих некоммерческих правлений, включая Институт Аспена и Колледж Менло. В 2000 году она соучредила компанию ZERO1: Искусство и Технологии, финансовый спонсор для проекта The Bay Lights. Она — член преподавательской коллегии Института Аспена и поддерживает членства в WPO, Обществе Артура В. Пэйджа и TED. Она — бывшее доверенное лицо и член правления компании Computer History Museum and Peninsula Open Space Trust (ПОЧТА).